# Первухін Максим Валерійович
Максим Валерійович Первухін (рос. Максим Валерьевич Первухин; 11 червня 1989, м. Трьохгорний, СРСР) — російський хокеїст, нападник. Виступає за «Сокіл» (Красноярськ) у Вищій хокейній лізі. 
Вихованець хокейної школи «Мечел» (Челябінськ). Виступав за: «Мечел» (Челябінськ), «Динамо» (Балашиха).